# Gordionus wolterstorffii
Gordionus wolterstorffii är en tagelmaskart som först beskrevs av Lorenzo Camerano 1888.  Gordionus wolterstorffii ingår i släktet Gordionus och familjen Chordodidae. Inga underarter finns listade i Catalogue of Life.